# Franco Gianesello
Franco Gianesello (Vicenza, 9 marzo 1938) è un ex calciatore italiano, di ruolo terzino.

## Caratteristiche tecniche
Era un terzino.

## Carriera
Cresce nel Vicenza, dove ventenne ha debuttato in Serie A a Bologna l'11 maggio 1958 nella partita Bologna-Lanerossi Vicenza (4-0).
Ha poi giocato per tre stagioni con il Bolzano (uno in IV Serie e due in Serie C) e per quattro anni con il Simmenthal Monza, dove ha totalizzato 48 presenze ed un gol in Serie B.

## Palmarès

### Club

#### Competizioni nazionali
- IV Serie: 1

Bolzano: 1958-1959